# Blok za Hrvatsku
Blok za Hrvatsku, hrvatska je desna politička stranka. Sadašnji predsjednk stranke je Zlatko Hasanbegović.

## Polazišta
Stranke se deklarirala kao "politička stranka izrasla na starčevićanskim tradicijama kao jasno definiranom i prepoznatljivom nacionalnopolitičkom izrazu prirodnoga i povijesnog prava hrvatskog naroda na vlastitu neovisnu i suverenu državu koja je nužni okvir slobode i prava svakoga Hrvata i svakog stanovnika Hrvatske."

## Povijest
Stranka Blok za Hrvatsku osnovana je u Zagrebu 9. studenoga 2019. godine. Nakon razlaza s predsjednicom stranke Neovisni za Hrvatsku Brunom Esih u srpnju 2019. godine, Zlatko Hasanbegović napustio je tu stranku i s jednim dijelom članova bivše stranke osnovao je stranku Blok za Hrvatsku.

## Izborni rezultati
| Izbori | U koaliciji sa    | Broj birača        | %                  | Broj zastupnika u saboru | Promjena   | Dio Vlade? |
| Izbori | U koaliciji sa    | (cijela koalicija) | (cijela koalicija) | (samo BZH)               | (samo BZH) | (samo BZH) |
| ------ | ----------------- | ------------------ | ------------------ | ------------------------ | ---------- | ---------- |
| 2020.  | Domovinski pokret | 181.492            | 10,89              | 1 / 151                  | 1          | Oporba     |

| Izbori | Kandidat       | Prvi krug    | Prvi krug  | Drugi krug   | Drugi krug | Rezultat |
| Izbori | Kandidat       | Broj glasova | %          | Broj glasova | %          | Rezultat |
| ------ | -------------- | ------------ | ---------- | ------------ | ---------- | -------- |
| 2020.  | Miroslav Škoro | 465,704      | 24.45 (3.) |              |            | Poraz    |

Izvor: Državno izborno povjerenstvo

## Vanjske poveznice
- Službena stranačka stranica
- Facebook